# Cliché (Hush Hush) (chanson)
Pour les articles homonymes, voir Cliché (homonymie).
Singles de Alexandra Stan
Lemonade
(2012) All My People
(2013)
Cliche (Hush Hush) est une chanson de musique pop de l'artiste roumaine Alexandra Stan. Le single sort le 27 septembre 2012 sous format physique et digital par le biais du label e². La chanson est écrite et produit par Marcel Prodan et par Andrei Nemirschi. Le single se classe en Italie et en Roumanie.

## Liste des pistes
CD Single - e² 
1. Cliche (Hush, Hush) (Maan Extended Version) - 4:25
2. Cliche (Hush, Hush) (Raf Marchesini Remix) - 6:11
3. Cliche (Hush, Hush) (Raf Marchesini Remix Edit) - 3:37
4. Cliche (Hush, Hush) (Da Brozz Remix) - 5:34
5. Cliche (Hush, Hush) (Da Brozz Remix Edit) - 3:52
6. Cliche (Hush, Hush) (Radio Edit) - 3:25

## Classement par pays
| Classement (2012-2013)      | Meilleure position |
| --------------------------- | ------------------ |
| Italie (FIMI)               | 22                 |
| Roumanie (Romanian Top 100) | 42                 |